# Рођендан (ТВ филм)
„Рођендан” је југословенски ТВ филм из 1973. године. Режирао га је Војислав Милашевић а сценарио је написан по делу Харолда Пинтера.

## Улоге
| Глумац          | Улога |
| --------------- | ----- |
| Инес Фанчовић   |       |
| Урош Крављача   |       |
| Весна Машић     |       |
| Хранислав Рашић |       |
| Звонко Зрнчић   |       |